# Dipartimento di Danané
Il dipartimento di Danané è un dipartimento della Costa d'Avorio situato nella regione di Tonkpi, distretto di Montagnes.
La popolazione censita nel 2014 era pari a 267.148 abitanti. 
Il dipartimento è suddiviso nelle sottoprefetture di Daleu, Danané, Gbon-Houyé, Kouan-Houlé, Mahapleu, Séileu e Zonneu.